# Leea quadrifida
Leea quadrifida är en vinväxtart som beskrevs av Merrill. Leea quadrifida ingår i släktet Leea och familjen vinväxter. Inga underarter finns listade i Catalogue of Life.